# المحمودية (بني سويف)
قرية المحمودية هي إحدى القرى التابعة لمركز سمسطا في محافظة بني سويف في جمهورية مصر العربية. حسب إحصاءات سنة 2006، بلغ إجمالي السكان في المحمودية 2942 نسمة، منهم 1446 رجل و1496 امرأة.